# Luis Humberto Salgado
Luis Humberto Salgado (10. december 1903 i Cayambe – 12. december 1977 i Quito Ecuador) var en ecuadoiansk komponist og lærer.
Salgado var nok Ecuadors mest indflydelsesrige og største komponist. 
Han har skrevet 9 symfonier, 4 operaer, 7 balletter, koncerter,vokalmusik og orkesterværker.
Han underviste på Quito´s Musikkonservatorium fra 1934 til 1968. 
Salgado var nok mest kendt som symfoniker, selvom to af hans operaer er regnet som nationale operaer.

## Udvalgte værker
- 1 Symfoni "Andes-Ecuador" - for orkester
- 2 Symfoni "Syntetisk nr. 1" - for orkester
- 3 Symfoni "På et Rococo-tema" - for orkester
- 4 Symfoni "Ecuadoriansk" - for orkester
- 5 Symfoni "Neo Romantisk" - for orkester
- 6 Symfoni  - for pauker og strygeorkester
- 7 Symfoni "Dedikeret til Beethoven" - for orkester
- 8 Symfoni "Dedikeret til sekventshundredeårsdagen for slaget ved Pichincha" - for orkester
- 9 Symfoni "Syntetsik nr. 2" - for orkester